# Stoppa gatuvåldet

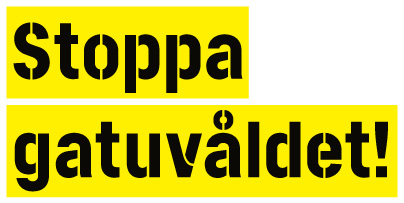
Stoppa gatuvåldets logotyp

Stoppa gatuvåldet är en ideell förening i Sverige som arbetar mot gatuvåld. Föreningen bildades efter en manifestation mot gatuvåldet, som ägde rum den 12 oktober 2007 och samlade över 10 000 personer i Kungsträdgården i Stockholm. Föreningen är politiskt och religiöst obunden och har ungdomar och vuxna som medlemmar. Gruppen arbetar med flera olika projekt mot våldet men har information till ungdomar om våldets medicinska och rättsliga konsekvenser, som sin huvudinriktning. Föreningen samarbetar med olika aktörer i samhället som har betydelse för ungdomars uppväxt och säkerhet, till exempel polis, arbetsplatser, politiker, skola och fritidsinstitutioner och sjukvården.
Stoppa gatuvåldet har en styrelse bestående av Gunnar Abele, ordförande, Kerstin Värn, Jeanna Bagger, Andreas Hiis, Anders Persson och Victoria Ravandoni. Föreningen har sitt säte på Vasagatan 11 i Stockholm. 
Föreningen har sitt ursprung i ett landsomfattande upprop av Anton Abele på webbplatsen Facebook i oktober 2007. Som reaktion på dödsmisshandeln av Riccardo Campogiani skapade Abele gruppen Bevara oss från gatuvåldet. Anslutningen till denna grupp blev stor med över 100 000 unga och vuxna blir medlemmar på en vecka. Gruppen hade fortfarande i juli 2008 över 100 000 medlemmar på Facebook. Abele skapade även en internationell Facebook-grupp: Save us from street violence.

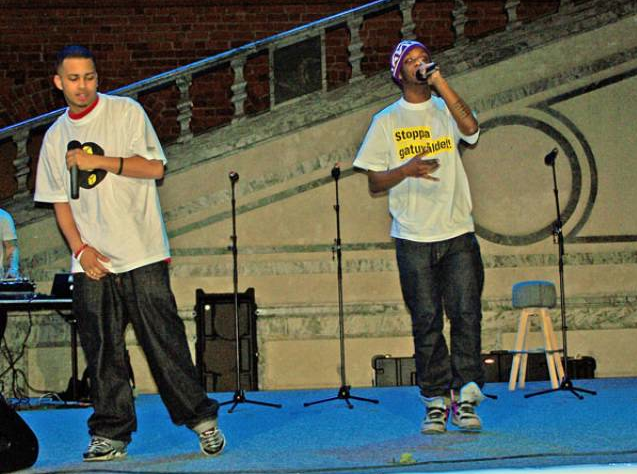
Adam Tensta uppträder under Stoppa gatuvåldet-evenemanget i Stockholm stadshus den 10 februari 2008.

Den 10 februari 2008 arrangerade Beckmans Designhögskola och Stockholms stadsteater i samarbete med föreningen Stoppa gatuvåldet en heldag mot våld i Stockholms stadshus. Manifestationen och informationsdagen samlade över tusen personer, däribland kronprinsessan Victoria, justitieminister Beatrice Ask, länspolismästare Carin Götblad, Helena Bergström, Anders Carlberg, Jan Carlzon, Adam Tensta, Petter, Anna Ternheim, Idde Schultz, Molly Sandén, Robert Weil, Annika Dopping, Maria Edholm-Chami, Annika Berner och Anton Abele. Annika Berner, lektor vid Beckmans Designhögskola, var projektledare för dagen.
I samband med valborgsmässofirandet 2009 lanserade föreningen ett nytt initiativ, Stoppa Gatuvåldet – On Tour, som är en ny mobil mötesplats och samtalsstation för unga. Syfte är att erbjuda ungdomar anonyma samtalsstöd direkt på plats om man upplevt kränkningar, hot eller våld. Projektet provades först i Stockholm på Medborgarplatsen och Sergels torg. På valborgsmässoaftonen besökte cirka 400 ungdomar stationen.